# Fanga

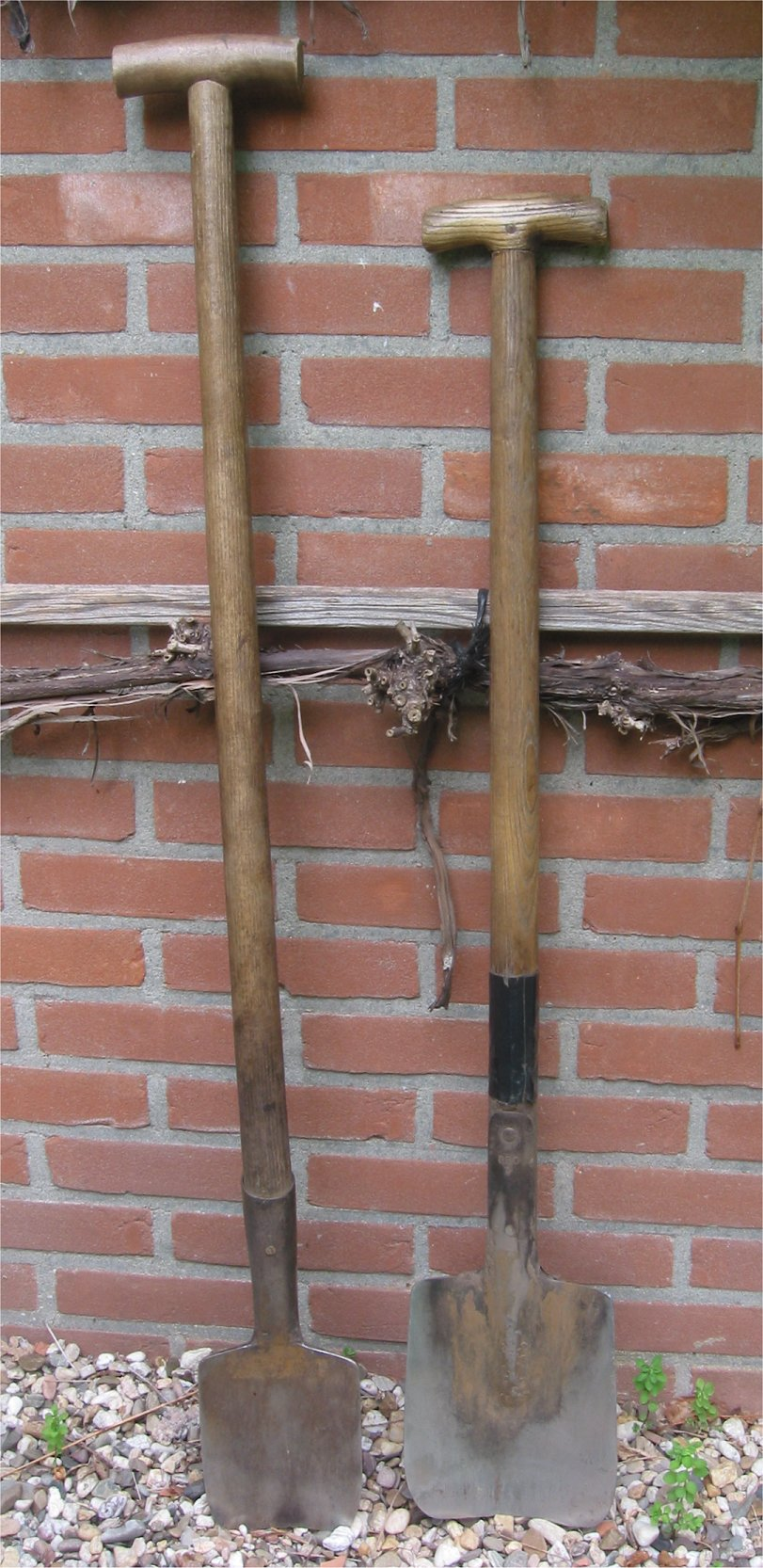
Fanga petita per a sòls argilencs; fanga grossa per a sòls sorrencs o llimosos

La fanga és una eina agrícola que es fa servir per cavar o remoure la terra. Pot tenir formes molt variades, des de la que s'assembla a una forca fins a la que té forma de pala, però en tots dos casos es tracta d'una eina recta, per incidir directament en la terra.
Per fangar cal dividir prèviament la superfície amb marques i cordills, i anar passant la terra extreta d'una banda a l'altra. La feina que es fa amb la fanga s'anomena «fangar», i, com que és molt feixuga i actualment es considera d'una utilitat dubtosa, només es fa en petites superfícies, com horts.
També es coneix com a palafanga o palot (terme usat en algunes comarques).